# Worms 3D
Worms 3D (с англ. — «Червяки 3D») — пошаговая трёхмерная видеоигра в жанре артиллерии с элементами стратегии, разработанная британской компанией Team17 и изданная Sega. В Worms 3D были добавлены новые виды оружия, миссии и несколько изменён общий игровой процесс.
Игра была анонсирована в 2002 году как Worms 3, однако с другим логотипом. Изначально она должна была быть издана американской компанией Activision, но через год после начала разработки название было изменено на Worms 3D, и Activision перестала быть издателем. Sega приобрела лицензию на публикацию игры на европейских территориях. Игра была выпущена на платформы Windows, Macintosh, PlayStation 2, Xbox и Nintendo GameCube.
Worms 3D получила смешанные отзывы критиков. Во многих рецензиях отмечалось неудобное управление и не очень хорошая графика, но в то же время некоторые называли это хорошим началом для перехода вселенной в новое измерение.

## Игровой процесс

Игровой процесс Worms 3D. Сверху слева находится сканер червей из разных команд и любых упавших на землю ящиков; снизу слева — угол прицела, мощность запуска оружия и таймер; сверху справа — выбранное оружие, а также здоровье и цвет команды текущего червя; снизу справа расположено направление и сила ветра

Суть Worms 3D осталась такой же, как и в более ранних играх серии: несколько команд, состоящих из червей, пользуются самыми разными видами оружия (прежде всего, бомбы и огнестрельное оружие), чтобы победить друг друга. Среди других предметов и способностей игрока — реактивный ранец, заморозка, парашют, телепорт, трос, бинокль, ракета, голубь, взрывающиеся овца, бабушка и корова, лишение червя гравитации, дополнительное время, и др. Игрок может создавать свою собственную команду и настраивать её — выбирать любимое оружие и его характеристики, озвучку, задавать собственные имена для каждого червя, выбирать флаг и название своей команды. Игрок управляет одним из своих червей (их количество можно выбрать по желанию), которые разбросаны по всей местности (или по островам). У каждого червя есть время на свой отдельный ход. Персонаж может умереть при полном отсутствии очков здоровья или падении в воду. Как и в предыдущих играх серии, в Worms 3D присутствует разрушаемое окружение. В игре есть три режима камеры: от третьего, первого лица и вид сверху. Есть также погодные эффекты окружающей среды, такие как дождь, снег, день и ночь. Черви богато анимированы, в том числе самыми разными видами смертей и выражениями лиц. По ходу игры с неба будут падать коробки с оружием, аптечкой или прочими полезными предметами.
Всего в Worms 3D существует несколько режимов: кампания, быстрая игра, обучение и соревнования. В кампании червь должен выполнять 36 самых различных миссий (победить нескольких врагов и собрать все ящики; взорвать все могилы на карте с помощью гранаты; выиграть игру под наводнением; добраться до цели, одновременно сражаясь с червём из другой команды; собрать все коробки до того момента, пока у реактивного ранца не закончится заряд; забрать единственный ящик первым; убить всех с помощью базуки). После прохождения каждой миссии игрок может получить достижения в виде бонусов, медалей и секретов. В соревнованиях игроки могут участвовать в задачах, таких как стрельба из дробовика на время, управление супер-овцой, полёт на ранце или парашюте и deathmatch. Существует также игровой автомат Wormpot, который выбирает случайные комбинации ограничений во время матча (время хода, виды оружия, погода). Кроме игры в одиночку, есть возможность коллективной или многопользовательской, в режиме которой до 16 игроков могут соревноваться друг с другом в четырёх командах. Для общения в многопользовательской игре есть чат. Также для игры на расстоянии использовался GameSpy или GameRanger.

## Разработка и выпуск
| Системные требования | Системные требования | Системные требования |
| -------------------- | --- | --- |
|                      | Минимальные | Рекомендуемые |
| Windows              | | |
| ОС                   | Windows 98 / Me / 2000 / XP | Windows 98 / Me / 2000 / XP |
| ЦПУ                  | Intel Pentium III 800 MHz / AMD Athlon | Pentium III 1 GHz / AMD Athlon |
| Объём ОЗУ            | 256 MB RAM | 512 MB RAM |
| Место на диске       | 1.5 GB | 1.5 GB |
| Видеокарта           | Видеокарта 32 MB с аппаратным ускорением и 100% совместимостью с OpenGL 1.4                                                                                | Видеокарта 64 MB с аппаратным ускорением и 100% совместимостью с OpenGL 1.4                                                                                |
| Звуковая плата       | Звуковая карта со 100% совместимостью с DirectX 9.0a | Звуковая карта 3D со 100% совместимостью с DirectX 9.0a |
| Сеть                 | Сетевое соединение для игры по локальной сети / модем со скоростью 56 кбит / более быстрое подключение к Интернету для игры в Wormnet через GameSpy Arcade | Сетевое соединение для игры по локальной сети / модем со скоростью 56 кбит / более быстрое подключение к Интернету для игры в Wormnet через GameSpy Arcade |
| Mac OS               | | |
| ОС                   | Mac OS X 10.2 | Mac OS X 10.2 |
| ЦПУ                  | PowerPC G3 | PowerPC G3 |
| Объём ОЗУ            | 256 MB RAM | 256 MB RAM |
| Место на диске       | 1.3 GB | 1.3 GB |
| Видеокарта           | Видеокарта 32 MB с аппаратным ускорением | Видеокарта 32 MB с аппаратным ускорением |

С самого начала игру хотели назвать Worms 3D. Идея создания трёхмерной игры по вселенной Worms возникла у Team17 ещё в 1997 году, после выхода Worms Armageddon. После долгих размышлений они пришли к выводу, что тогдашние компьютеры и приставки не были подходящими для таких игр. К тому же у программистов не было возможности реализовать разрушаемый ландшафт. Через несколько лет, когда пришла эра GeForce и новых приставок PlayStation и Xbox, разработчики вспомнили о своей затее.
Энди Дэвидсон, создатель франшизы Worms, возражал против решения компании разработать игру в 3D. Он утверждал, что Worms и его механика были основаны только на двух измерениях и что добавление ещё одного измерения нарушит большую часть механик. Дэвидсон сказал, что вместо того, чтобы пытаться «воссоздать» Worms, он предпочёл бы начать с нуля и создать трёхмерную игру, обладающую теми же качествами, что и основная серия.
Летом 2002 года игра была анонсирована под именем Worms 3. Издателем игры на PC и нескольких консолях должна была стать Activision. На тот момент компания приобрела права на публикацию и распространение игры по всему миру, за исключением прав на PC в Корее, Тайване и Китае. Её выпуск был запланирован на 2003 год. Уже тогда в игру собирались добавить кат-сцены FMV. Заранее были запланированы идентичные друг другу версии для PlayStation 2, Nintendo GameCube, Xbox и PC. Ведущим художником стал Дэвид Смит, ведущим программистом — Чарльз Блессинг, аниматором — Эндрю Моррисс, дизайнером уровней — Келвин Астон, креативным директором — Мартин Браун, а продюсером — Пол Килбурн.

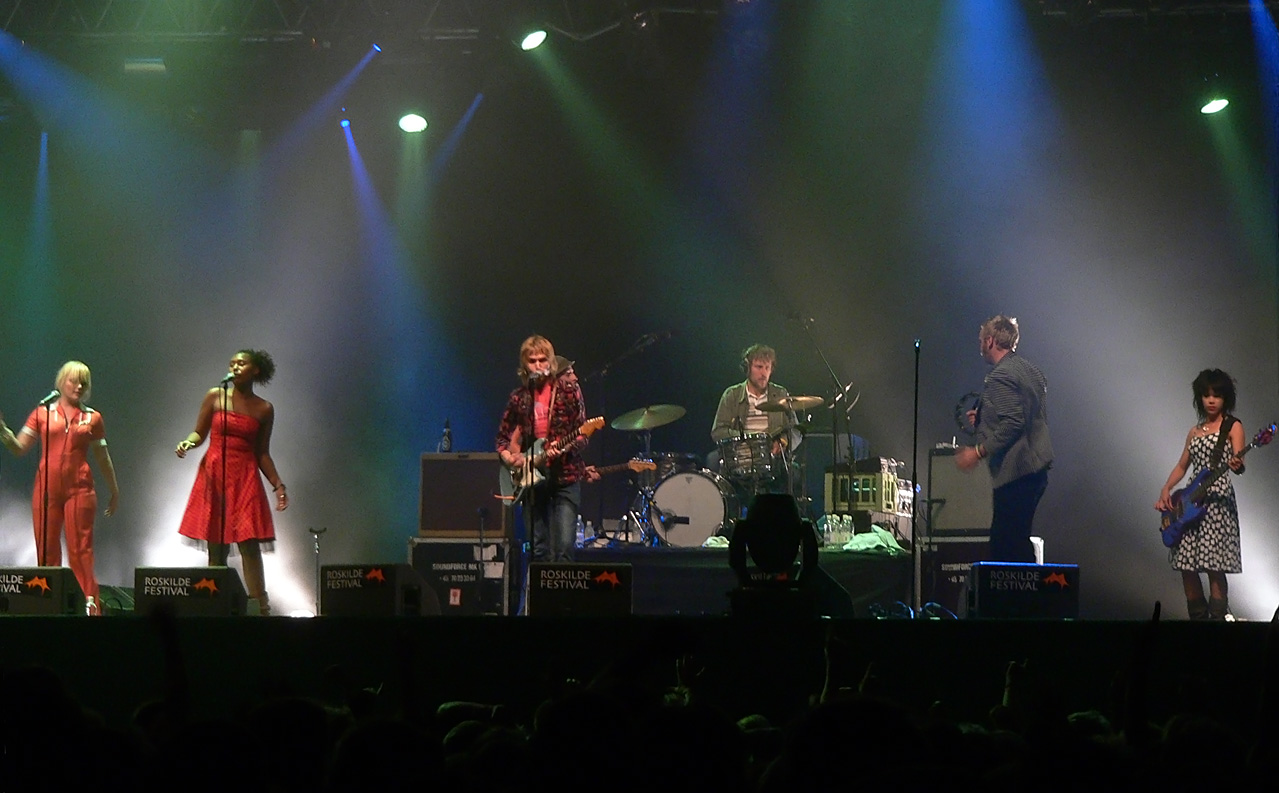
Дуэт Junior Senior

В качестве главной темы для Worms 3D дуэтом Junior Senior была написана песня «Shake Your Coconuts». Остальную музыку сочинил Бьёрн Люнне. Одним из предметов в игре, восстанавливающим энергию и жизни червю, стал энергетический напиток Red Bull, логотип которого очень часто появлялся в играх того времени.
В 2003 году игра была анонсирована уже как Worms 3D, и издателем на территории Северной Америки и региона PAL, включая Европу, Австралию и Новую Зеландию, должна была стать Sega. На выставке Electronic Entertainment Expo, проходящей в мае, можно было поиграть в раннюю демо-версию игры. Тогда в ней ещё не было дополнительных режимов и многих видов вооружения. Игра была выпущена в Европе для GameCube, Microsoft Windows, PlayStation 2 и Xbox компанией Sega 31 октября 2003 года. В Северной Америке она была опубликована компанией Acclaim Entertainment 11 марта 2004 года на все платформы, кроме Xbox, для которого Sega выпустила версию 1 марта 2005 года. Версия для Macintosh была издана Feral Interactive 14 мая 2004 года.
Русской локализацией и релизом игры занималась компания «СофтКлаб». В русской озвучке изменили реплики червей (например, появилась фраза «Разрази тебя Касперский!»). На территории России игра вышла 10 ноября 2003 года.

## Восприятие

### Критика
| Сводный рейтинг                      | Сводный рейтинг | Сводный рейтинг | Сводный рейтинг | Сводный рейтинг | Сводный рейтинг | Сводный рейтинг |
| Издание                              | Оценка          | Оценка          | Оценка          | Оценка          | Оценка          | Оценка          |
| Издание                              | Общая           | GC              | Mac             | PC              | PS2             | Xbox            |
| ------------------------------------ | --------------- | --------------- | --------------- | --------------- | --------------- | --------------- |
| GameRankings                         | N/A             | 78,07 %         | N/A             | 76,06 %         | 73,03 %         | 73,15 %         |
| Metacritic                           | N/A             | N/A             | N/A             | 74/100          | 70/100          | N/A             |
| MobyRank                             | 75/100          | N/A             | N/A             | N/A             | N/A             | N/A             |
| Иноязычные издания                   |                 |                 |                 |                 |                 |                 |
| Издание                              | Оценка          | Оценка          | Оценка          | Оценка          | Оценка          | Оценка          |
| Издание                              | Общая           | GC              | Mac             | PC              | PS2             | Xbox            |
| AllGame                              | N/A             | N/A             | N/A             | [ 37 ]          | N/A             | N/A             |
| Eurogamer                            | 8/10            | N/A             | N/A             | N/A             | N/A             | N/A             |
| GameSpot                             | N/A             | N/A             | N/A             | N/A             | 7,5/10          | N/A             |
| GamesRadar+                          | N/A             | N/A             | N/A             | 90 %            | N/A             | N/A             |
| IGN                                  | N/A             | N/A             | N/A             | 7,5/10          | N/A             | N/A             |
| Macworld                             | N/A             | N/A             | [ 8 ]           | N/A             | N/A             | N/A             |
| Русскоязычные издания                |                 |                 |                 |                 |                 |                 |
| Издание                              | Оценка          | Оценка          | Оценка          | Оценка          | Оценка          | Оценка          |
| Издание                              | Общая           | GC              | Mac             | PC              | PS2             | Xbox            |
| Absolute Games                       | N/A             | N/A             | N/A             | 64 %            | N/A             | N/A             |
| «PC Игры»                            | N/A             | N/A             | N/A             | 7,0/10          | N/A             | N/A             |
| «Домашний ПК»                        | N/A             | N/A             | N/A             | [ 41 ]          | N/A             | N/A             |
| «Игромания»                          | N/A             | N/A             | N/A             | 8,5/10          | N/A             | N/A             |
| «Страна игр»                         | 6,5/10          | N/A             | N/A             | N/A             | N/A             | N/A             |
| RePlay                               | N/A             | N/A             | N/A             | 6,5/10          | N/A             | N/A             |
| Награды                              |                 |                 |                 |                 |                 |                 |
| Издание                              | Награда         | Награда         | Награда         | Награда         | Награда         | Награда         |
| Выбор редакции журнала «Домашний ПК» |                 |                 |                 |                 |                 |                 |

По мнению Марка Робинсона из Gameplanet, многие игры, которые сделали скачок в трёхмерное измерение, заработали плохую репутацию. В обзоре были отмечены «блестящий» 3D-движок и усиленная динамика, но в то же время и отсутствие игры по сети в версиях для PlayStation 2 и Xbox. Версия PS2 по сравнению с другими 3D-играми на этой платформе «хорошо скомпонована и на первый взгляд не содержит каких-либо серьёзных проблем или сбоев».
Мэтт Кассамассина из IGN, как и многие другие обозреватели игр, пожаловался на новую неудобную камеру, которая мешает обзору и не позволяет «правильно воспринимать расстояние». Автор похвалил то, что в свежей игре серии сохранился старый юмор, и то, что поля сражений в полном 3D «позволяют получить более широкий и менее тесный опыт», а также «кажутся более крупными и рассредоточенными»: теперь игроки могут свободно перемещать своих червей в любом направлении — вверх, вниз, влево, вправо, вперёд и назад. Как пишет в своей рецензии Мэтт, режимы от третьего и первого лица «являются неотъемлемой частью точного прицеливания и попадания»; а панорамный обзор «эффективен для обнаружения всех вражеских червей на поле боя». Worms 3D была названа «похвальной первой попыткой перенести франшизу», и по его мнению, эта игру стоит выбрать для многопользовательского режима.
Кит Дурошер в рецензии версии для PC положительно оценил графику и эффективное преобразование в 3D, удобный интерфейс, мультиплеер и звуковые эффекты. Самую низкую оценку получили музыкальное сопровождение и искусственный интеллект. Дурошер похвалил удачную и красочную реализацию игры в новом виде.
Курт Кнюдсен, редактор сайта GamersHell, назвал графику уникальной, а дизайн карт — «возмутительным», хотя в тот же момент хорошо спроектированным. Курт отметил детализацию червей, их эмоции и движения во время игры. Голоса ему также понравились, он назвал их «одними из самых смешных». Кнюдсен, в отличие от Дурошера, похвалил врагов в одиночной игре.
Райан Дэвис из GameSpot говорит о том, что в Worms 3D стала очевиднее тактика выкидывания червя в воду из-за того, что у игрока появилось больше ракурсов для нападения. Журналист похвалил режим кампании и многопользовательскую игру за её возможности. Большим преимуществом версии для компьютера стал доступ к онлайну.
По словам Мартина Тейлора из Eurogamer, интерфейс на консольных версиях раздражает и доставляет неудобство гораздо больше, чем в версии для PC. Он считает, что кампании получились в чём-то лучше, чем одиночная быстрая игра, и что в них приятнее принимать участие. Однако, как он считает, Worms 3D потеряла многие важные элементы оригинала: оружие кажется менее мощным, чем должно быть, а анимация смерти червя стала не такой зрелищной. Версии для консолей, по его мнению, получились не очень хорошими из-за неудобного управления, более грубых визуальных эффектов (особенно на GameCube) и отсутствия поддержки Xbox Live.
Александр Птица из журнала «Домашний ПК», в отличие от иностранных рецензентов, написал, что полное трёхмерное измерение «очень даже помогает грамотно изготовиться к стрельбе». Птица отметил то, что в режиме кампании разработчики «позволили себе „оторваться“ по полной программе» и «спародировали всё и вся». По его мнению, карты, заготовленные для этого режима, получились интереснее и увлекательнее, чем стандартные.
Владимир Красильников под псевдонимом IIID в своём тексте для Absolute Games негативно высказался о «моделях розовых уродцев», цветовой гамме и «весьма бледных эффектах». Несмотря на это, как говорит Красильников, создателям удалось создать «увлекательную и по-детски весёлую атмосферу на гениальных уровнях совсем недетской игры со смешными героями». Владимир похвалил «Червяклопедию», которая помогает новичкам лучше разобраться во вселенной. Неоднозначно он высказался о балансе оружия: промахнуться из дробовика и «Узи» «почти невозможно», но пользоваться гранатами стало очень сложно. Из личного опыта, IIID выявил то, что версия по сети «обременена огромным количеством ошибок» и «всё то, что делало Worms народной любимицей, исчезло». Как и Александру Птице, Владимиру больше всего понравился режим с миссиями. В своём заключении он высказал мнение, что 3D — «самый слабый представитель семейства Worms».
Матвей Кумби из «Игромании» назвал Worms 3D «совсем другой игрой, пусть и с теми же правилами». Он считает, что создателям всё же удалось сохранить старую атмосферу «червей». Матвей также обратил внимание на то, что разработчики издевались над «всевозможными игровыми клише»: первая же миссия на острове называется Wormaha Beach, что является отсылкой на Омаха-Бич. В конце Кумби назвал игру «новорождённым культом».
Сергей Водолеев из 3DNews негативно высказался об игре. Он считает, что данная игра — сырой продукт, не доведённый до ума: графика выглядит «вовсе не так волшебно, как о том можно было бы мечтать». По его словам, разработчики «уделили слишком серьёзное внимание системе разрушаемого ландшафта». Водолеев порекомендовал пройти «замечательно ясное» обучение. Сергей отметил то, что кампанию старались сделать интересной и насыщенной, однако она получилась «не очень в силу специфики самой игры».
По мнению Олега Коровина, редактора «Страны игр», с одной стороны, игра открыла «большой простор для манёвра и планирования», а с другой — из-за трёхмерности игра стала более прямолинейной. В рецензии были отмечены непривычное управление и тот факт, что вместо старых стратегий и тактик, актуальных для двухмерного пространства, надо придумывать новые. Коровин похвалил карты в одиночной игре (в отличие от случайно сгенерированных), их разнообразие и многочисленное количество отсылок: Нью-Йорк с самолётами и «застывшим на небоскрёбе Кинг-Конгом», кладбище, «поле для гольфа», «морковные грядки». Олег считает, что игра получилась хорошей только за счёт художников и дизайнеров, а программистам — «позор».
Андрей Александров написал рецензию на Worms 3D в первом номере российского журнала «PC Игры». В ней он отметил то, что преобразование вселенной в 3D получилось успешным: движок придаёт «симпатичную картинку» и поддерживает разрушение ландшафта. Единственный минус, как отметил Александров, состоит в том, что управлять некоторым оружием стало труднее. Как и многими другими, этим автором была отмечена неудачно реализованная камера. К картам он также отнёсся без всякого позитива. Александров положительно высказался об игровой атмосфере и в итоге написал, что «у Team17 получилась замечательная игра».

### Продажи
Worms 3D выиграла серебряную награду Ассоциации интерактивных развлечений Великобритании, что свидетельствует о продажах игры в Соединённом Королевстве тиражом в не менее чем 100 000 копий.

## Наследие
После Worms 3D, несмотря на многочисленные смешанные и негативные отзывы, Team17 начали продвигаться именно в направлении создания игр в трёхмерном пространстве; они разработали Worms Forts: Under Siege и Worms 4: Mayhem. В 2009 году компания выпустила первую за 6 лет 2D игру — Worms 2: Armageddon, однако она не принесла такого же успеха, как первые игры серии.
В 2011 году была анонсирована и выпущена игра Worms Ultimate Mayhem: по задумке разработчиков, это своеобразное совмещение Worms 3D и Worms 4: Mayhem, включающее в себя новые миссии, головоломки и способы кастомизации. Позднее данная игра вошла в сборник Worms Collection.